# Mary Cholmondeley

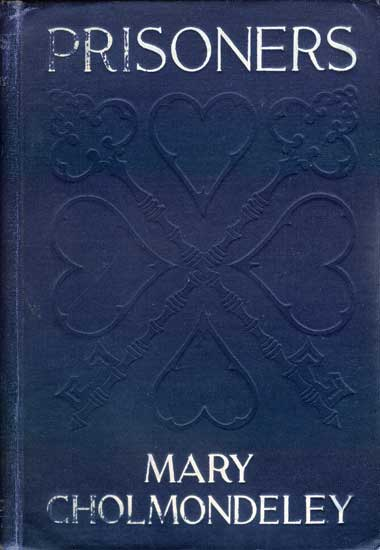
Omslag till romanen Prisoners, av Mary Cholmondeley, 1906

Mary Cholmondeley född 8 juni 1859 i Hodnet, Shropshire, England, död 15 juli 1925, var en brittisk författare.
Cholmondeley var äldsta dottern av åtta barn till kyrkoherden vid St. Luke's Church i byn Hodnet. Hon ägnade en stor del av sina första trettio år till att ta hand om sin sjukliga mor. Familjen var väl förtrogna med den litterära världen, till exempel var hennes farbror Reginald Cholmondeley vän med den amerikanska romanförfattaren Mark Twain.
Cholmondeleys första bok hade titeln, Her Evil Genius och kort efter den, 1886, publicerades hennes andra bok The Danvers Jewels. 1896 flyttade familjen till Condover och därefter till London. Där skrev hon den satiriska romanen, Red Pottage, 1899, som är den roman hon är mest känd för.
Förutom runt dussinet romaner skrev Cholmondeley även essäer, artiklar och noveller.
Hon dog, ogift, vid en ålder av 66 år. 
Hennes systerdotter, Stella Benson (1892-1933), var också en romanförfattare.